# 1区212
《1区212》为口袋巧克力的漫画作品，由上海漫唐堂制作出品，受到《漫友》、《电漫》、《新干线》等杂志的好评。2005年12月起在杂志《知音漫客》上连载，是《知音漫客》创刊初期的主打作品。在连载的两年间，该漫画长期占据杂志人气连载榜的首位。2007年11月发行单行本。
作品以上海为背景，讲述了合租在社区别墅中的6位性格背景都截然不同的年轻人的日常生活的故事。

## 故事简介
满怀激情的热血漫画青年唐季，只身前往上海立志成为漫画家。却在开往上海的火车上被告知应聘的公司倒闭了！决定留在上海继续追梦的唐季紧接着便入住了宛如“天堂”一般的高级别墅“1区212”。“土包子”唐季和“包租婆”茗夕就此结成一对冤家。再加上1区212原先的几位老房客和神秘的宠物PIAPIA，“1区212”的故事从此开始。

## 人物
唐季
热血漫画青年，怀抱着成为漫画家的梦想只身来到上海。却运气不佳失业中。在“1区212”的日常生活中经常与包租婆茗夕因为一些小事发生冲突，被茗夕称作“穷光蛋土包子”。唐季是现有房客中第5位入住的房客。
宫平
自称奥斯丁。是一个超级自恋的花花公子，以天才油画家自居。在房客中也属于搞笑角色，总是莫名其妙的做一些自毁形象的事情。
茗圆圆
茗夕的堂妹，天然呆妹系萝莉。入住1区212之后深得茗夕的溺爱。动漫狂热爱好者，每天的必修课是抢占电视机看动画，喜欢Cosplay，并崇拜着“未来的漫画家”唐季。圆圆是目前最晚入住1区212的房客。单行本第2册出现。
林水莹
有双重人格的英语女教师。平时美丽大方温柔可人，里人格却相当泼辣彪悍心机重重，因为每天都会为1区212做家务，也被称作是1区212的保姆。暗恋何长天。
何长天
“1区212”的房客兼管家，与茗夕是青梅竹马。IT界精英，每天除了工作还是工作，完全不会享受生活。由于这个原因而被其他房客称为“和尚”。
茗夕
1区212的包租婆。脾气火爆的千金大小姐，神秘宠物PIAPIA的饲主，有时候会拿出不知道从何处取出的大锤击打唐季和奥斯丁。和唐季总有一种水火不容的味道。当然，每次都是以唐季败北告终。
PIAPIA
茗夕的宠物。透明果冻状生物，没有眼睛和鼻子，手非常短。经常被唐季当作涂鸦板用。只会发出“叽”的声音。
张泉
林水莹的大学同学。非常有钱的富家公子，为了追求林水莹而买下了水莹教书的中学。单行本第7册出现。
保安
锦秋花园新来的保安，林水莹的亲卫队。单行本第3册出现。
茗夕的父母
茗夕的父亲一心想要撮合茗夕和何长天。母亲则是将别墅和100W房贷留给茗夕的始作俑者。单行本第6册出现。
吴主编
唐季的主编。因为长得像僵尸一样，被茗夕叫成白无常。擅长的事情是对唐季催稿。单行本第7册出现。
力
唐季的老乡，在七浦路开了一家点，专卖Hiphop装备。单行本第5册出场。
麻袋朱古力
漫画家。口袋巧克力的自我调侃。

## 创作团队
- 企划：唐庆清（QQ糖）
- 文案：DDS（陆夏莺）、王远超
- 助理：万贤、李凡、黄震宇、黎海林